# Novartis

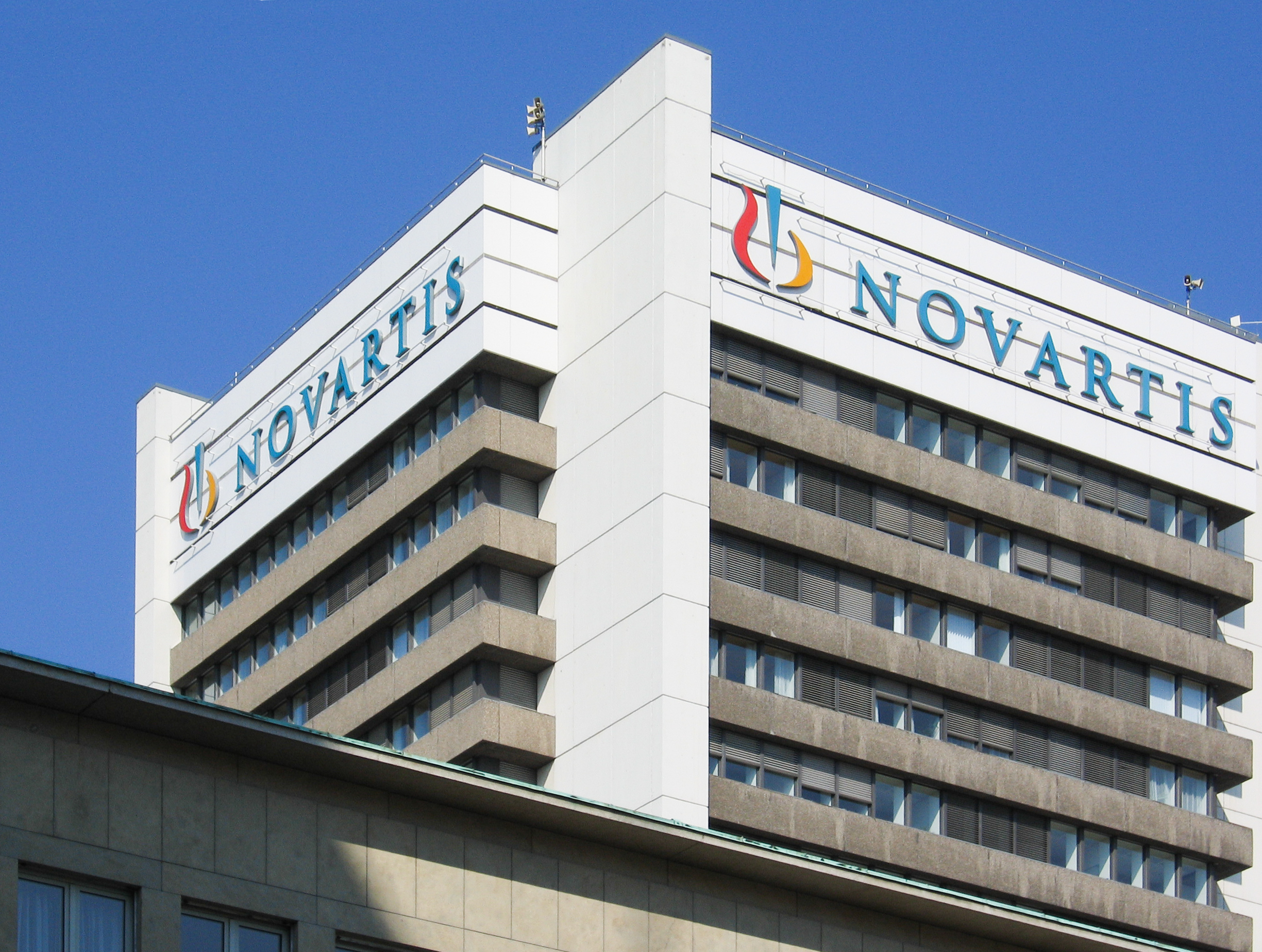
Budova Novartis v Basileji

Novartis (Novartis International AG) je mezinárodní farmaceutická společnost založená ve švýcarské Basileji. Patří mezi největší farmaceutické firmy na světě. Podle žebříčku 2000 největších firem časopisu Forbes jí patří 57. místo na světě. Vznikla v roce 1996 spojením dvou švýcarských firem: Ciba-Geigy a Sandoz Laboratories. Výzkumné laboratoře firmy, stejně tak její výroba, jsou rozmístěny po celém světě (např. USA, Švýcarsko, Velká Británie).

## Firemní struktura
Firma Novartis je veřejně obchodovaná, holdingová společnost. Je rozdělena do několika různých divizí. Nejvýznamnější je divize Pharma, která je zaměřena na originální léčiva. Divize Pharma se dále dělí na dvě obchodní jednotky (General Medicine a Oncology). Dalšími divizemi jsou OTC (se zaměřením na volně prodejné léky), Animal Health (se zaměřením na léčbu zvířat) a Vaccines and Diagnostics (se zaměřením na preventivní léčbu). Novartis vlastní i společnosti Alcon (výrobce preparátu na péči o oči) a Sandoz (2. největší generická společnost na světě).
Společnost Novartis vlastní i menšinové podíly v ostatních významných farmaceutických společnostech. Například jde o třetinový podíl ve švýcarském konkurentovi Roche nebo zhruba čtvrtinový v Idenix Pharmaceuticals.
Novartis je dle žebříčku 30. nejúspěšnější podnikatelská společnost na světě za rok 2010.

## Produkty
Novartis vyvíjí, vyrábí a distribuuje originální léčivé, imunologické a diagnostické přípravky určené k terapii pohybového aparátu, rakoviny, astmatu či vysokého tlaku. Zabývá se také vývojem a výrobou léčivých a imunologických přípravků pro zájmová zvířata, dobytek a ryby.

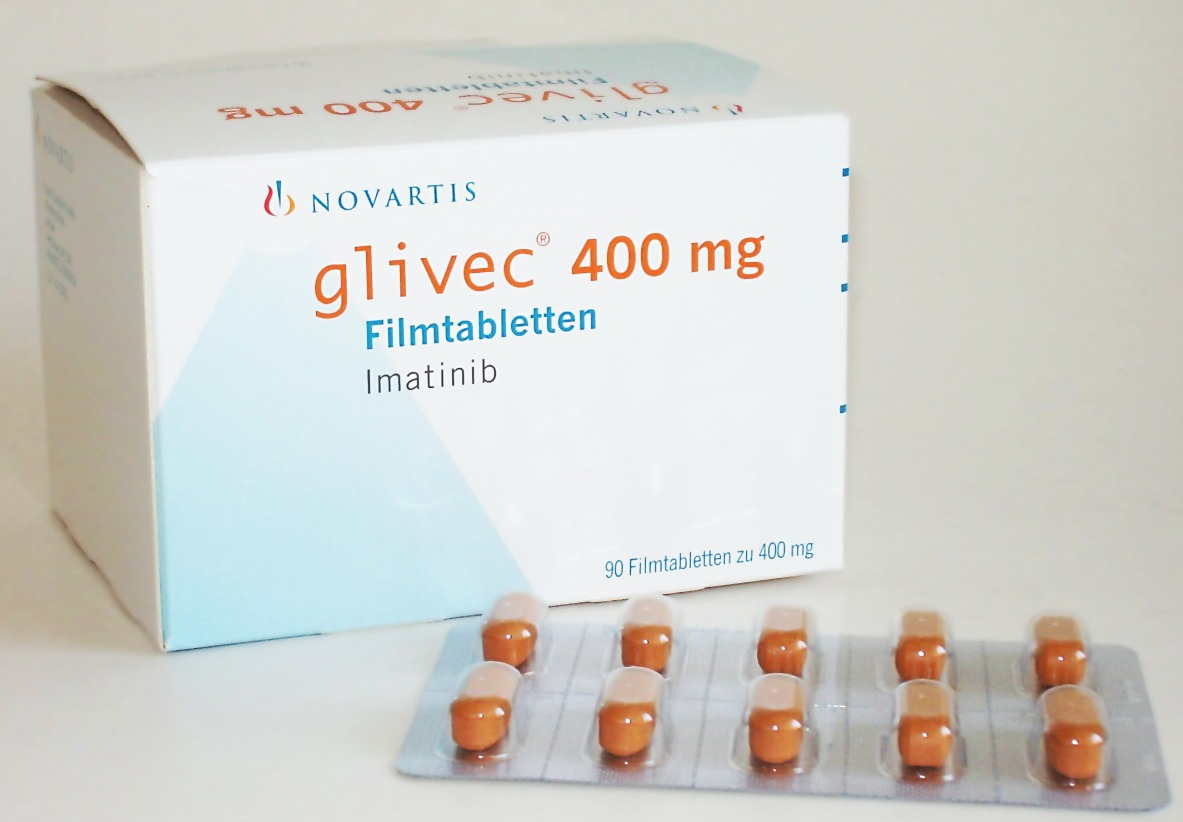
Lék Glivec

Mezi nejvýznamnější léčivé přípravky v portfoliu firmy Novartis patří například imatinib (prodávaný pod obchodním názvem Glivec nebo Gleevec), jež slouží na léčbu chronické myeloidní leukémie, dále valsartan (obchodní název Diovan) pro léčbu vysokého krevního tlaku, fingolimod (obchodní název Gilenya) pro léčbu roztroušené sklerózy, ranibizumab (obchodní název Lucentis) pro léčbu podmíněné makulární degenerace, oktreotid (obchodní název Sandostatin) pro léčbu akromegalie a zoledronát (obchodní název Zometa) pro prevenci a léčbu skeletálních komplikací u pacientů s rakovinou nebo na léčbu osteoporózy.

## Vedení a hospodaření firmy
Předsedou představenstva korporace je Joerg Reinhardt. Generálním ředitelem je od roku 2010 Joseph Jimenez, který ve funkci nahradil Daniela Vasellu. Finančním ředitelem je od roku 2013 Harry Kirsch.
Firma měla v roce 2014 tržby zhruba 58 miliard USD (+0,2%), čistý zisk pak dosáhl cca 10,3 miliardy USD (+12%). V roce 2014 měl Novartis 133 413 zaměstnanců.